# How We Quit the Forest
How We Quit the Forest è il secondo album in studio del gruppo rock statunitense Rasputina, pubblicato nel 1998.

## Tracce
Testi e musiche di Melora Creager, eccetto dove indicato.
1. The Olde HeadBoard – 2:51
2. LeechWife – 3:12
3. You Don't Own Me (David White, John Madara) – 2:24
4. The New Zero – 3:40
5. Rose K. – 2:48
6. DwarfStar – 2:41
7. Sign of the Zodiac – 3:46
8. TrenchMouth – 3:10
9. Herb Girls of Birkenau – 3:02
10. MayFly – 2:38
11. Christian Soldiers – 1:31
12. Things I'm Gonna Do – 3:13
13. Diamond Mind (Creager, Julia Kent) – 1:11
14. How We Quit the Forest – 2:36
15. Watch T.V. – 3:07

## Formazione
- Melora Creager - violoncello, voce
- Julia Kent - violoncello
- Agnieszka Rybska - violoncello